# Amathuxidia pylaon
Amathuxidia pylaon är en fjärilsart som beskrevs av Felder 1866. Amathuxidia pylaon ingår i släktet Amathuxidia och familjen praktfjärilar. Inga underarter finns listade i Catalogue of Life.